# GEMFA
GEMFA (kurz für „GEMeinden und FinanzAemter“) ist ein deutsches Auskunftssystem, das die Ermittlung des zuständigen Finanzamtes ermöglicht. Grundlage bilden die Daten der Finanzverwaltung, der Deutschen Post AG und des Statistischen Bundesamtes. Das Bundeszentralamt für Steuern (BZSt) pflegt die Daten und stellt sie für Recherchen und zum Herunterladen bereit. Das Informationstechnikzentrum Bund (ITZBund) unterstützt als externer IT-Dienstleister bei dieser Aufgabe.